# LPHN2
Latrofilin-2 je protein koji je kod ljudi kodrian LPHN2 genom.
Ovaj protein je član latrofilinske familije G protein spregnutih receptora (GPCR). Latrofilini mogu da učestvuju u ćelijskoj adheziji i u prenosu signala. Endogeno proteolitičko razlaganje unutar cisteinom bogatog GPS (GPCR proteolizno mesto) domena proizvodi dve podjedinice (veliku ekstracelularnu N-terminalnu adhezionu jedinicu i podjedinicu koja je u znatno meri slična sa sekretinskom/kalcitoninskom familijom). Ovi domeni su nekovalentno vezani na ćelijskoj membrani. Dok je nekoliko transkriptnih varijanti poznato, do sada je samo jedna biološki okarakterisana.

## Literatura
- Südhof TC (2001). „alpha-Latrotoxin and its receptors: neurexins and CIRL/latrophilins.”. Annu. Rev. Neurosci. 24 (1): 933—62. PMID 11520923. doi:10.1146/annurev.neuro.24.1.933.
- Ushkaryov YA, Volynski KE, Ashton AC (2004). „The multiple actions of black widow spider toxins and their selective use in neurosecretion studies.”. Toxicon. 43 (5): 527—42. PMID 15066411. doi:10.1016/j.toxicon.2004.02.008.
- Bonaldo MF, Lennon G, Soares MB (1997). „Normalization and subtraction: two approaches to facilitate gene discovery.”. Genome Res. 6 (9): 791—806. PMID 8889548. doi:10.1101/gr.6.9.791.
- Nagase T; Ishikawa K; Suyama M;  . (1999). „Prediction of the coding sequences of unidentified human genes. XI. The complete sequences of 100 new cDNA clones from brain which code for large proteins in vitro.”. DNA Res. 5 (5): 277—86. PMID 9872452. doi:10.1093/dnares/5.5.277.
- White GR, Varley JM, Heighway J (1999). „Isolation and characterization of a human homologue of the latrophilin gene from a region of 1p31.1 implicated in breast cancer.”. Oncogene. 17 (26): 3513—9. PMID 10030676. doi:10.1038/sj.onc.1202487.
- Kreienkamp HJ; Zitzer H; Gundelfinger ED;  . (2000). „The calcium-independent receptor for alpha-latrotoxin from human and rodent brains interacts with members of the ProSAP/SSTRIP/Shank family of multidomain proteins.”. J. Biol. Chem. 275 (42): 32387—90. PMID 10964907. doi:10.1074/jbc.C000490200.
- Bjarnadóttir TK; Fredriksson R; Höglund PJ;  . (2005). „The human and mouse repertoire of the adhesion family of G-protein-coupled receptors.”. Genomics. 84 (1): 23—33. PMID 15203201. doi:10.1016/j.ygeno.2003.12.004.
- Gregory SG; Barlow KF; McLay KE;  . (2006). „The DNA sequence and biological annotation of human chromosome 1.”. Nature. 441 (7091): 315—21. PMID 16710414. doi:10.1038/nature04727.
- Clark TA; Schweitzer AC; Chen TX;  . (2007). „Discovery of tissue-specific exons using comprehensive human exon microarrays.”. Genome Biol. 8 (4): R64. PMC 1896007 . PMID 17456239. doi:10.1186/gb-2007-8-4-r64.